# Marco Ruas
Marco Antônio de Lima Ruas (ur. 23 stycznia 1961 w Rio de Janeiro) – brazylijski zawodnik mieszanych sztuk walki oraz vale tudo w latach 1984-2007. Zwycięzca turnieju UFC 7 z 1995 oraz mistrz WVC z 1997. Posiadacz czarnych pasów m.in. w brazylijskim jiu-jitsu (I dan), luta livre (VII dan), judo (I dan) oraz taekwondo (I dan).

## Kariera sportowa[1]
Już w latach 80 toczył walki na zasadach vale tudo, wygrywając większość z nich, lecz pierwszą oficjalną walkę odnotowano w 1984, gdzie po 20 minutowym pojedynku zremisował z Fernando Pinduką. Na początku lat 90 założył własny klub Ruas Vale Tudo gdzie uczył adeptów mieszanki luta livre (brazylijska odmiana catch wrestlingu) i kickboxingu.
8 września 1995 został zaproszony do Stanów Zjednoczonych na turniej sztuk walki UFC 7, który wygrał pokonując jednego wieczoru trzech rywali przed czasem, w finale nokautując Paula Varelansa. Pod koniec roku, w grudniu, wziął udział w kolejnym turnieju UFC - Ultimate Ultimate 1995, dochodząc do półfinału gdzie przegrał z Rosjaninem Olegiem Taktarowem na punkty. W latach 1996–1997 toczył starcia na lokalnych turniejach World Vale Tudo Championship, gdzie w 1997 zdobył tytuł mistrza superfight pokonując Patricka Smitha.
Od 1998 do 2001 stoczył cztery pojedynku, notując bilans 2-2. Walczył na galach m.in. japońskiej organizacji PRIDE i UFC, pokonując m.in. Gary’ego Goodridge'a oraz przegrywając z Maurice’em Smithem.
W latach 2006–2008 był głównym trenerem drużyny Southern California Condors w International Fight League (IFL). Tamże stoczył jeden przegrany (wskutek kontuzji) pojedynek na zasadach MMA z trenerem drużyny Seattle Tiger Sharks Mauricem Smithem.
Aktualnie mieszka w Kalifornii, gdzie prowadzi swój klub Ruas Martial Arts.

## Osiągnięcia
- 1995: UFC 7 - 1. miejsce w turnieju
- 1995: Ultimate Ultimate 1995 - półfinalista turnieju
- 1997: WVC - mistrz superfight